# Nauru ved sommer-OL 2012
Nauru deltog i Sommer-OL 2012 i London, som blev arrangeret i perioden 27. juli til 12. august 2012. Nauru har deltaget i samtlige sommer-OL siden 1996.